# Seno de Dinagat
El Seno de Dinagat (Dinagat Sound) es un brazo del mar situado  en el este de Filipinas. Separa las islas de Dinagat de la de Siargao, ambas adyacentes a la de Mindanao en su extremo nordeste. Comunica el mar de Filipinas con la costa este de la provincia de Surigao del Norte.